# Lycium flexicaule
Lycium flexicaule är en potatisväxtart som beskrevs av Antonina Ivanovna Pojarkova. Lycium flexicaule ingår i släktet bocktörnen, och familjen potatisväxter. Inga underarter finns listade i Catalogue of Life.